# Liste der Monuments historiques in Saint-Carreuc
Die Liste der Monuments historiques in Saint-Carreuc führt die Monuments historiques in der französischen Gemeinde Saint-Carreuc auf.

## Liste der Bauwerke
| Bezeichnung | Beschreibung    | Standort            | Kennzeichnung | Schutzstatus | Datum | Bild |
| ----------- | --------------- | ------------------- | ------------- | ------------ | ----- | ---- |
| Kreuz       | 18. Jahrhundert | Saint-Guihen (Lage) | PA00089607    | Inscrit      | 1927  |      |

## Liste der Objekte
- Monuments historiques (Objekte) in Saint-Carreuc in der Base Palissy des französischen Kultusministeriums